# DG Flugzeugbau DG-1000
Dimensions
Le DG1000 est un planeur de la classe FAI biplace construit par DG Flugzeugbau et qui effectua son premier vol en juillet 2000 à Spire, en Allemagne.

## Versions
Il existe cinq versions du DG-1000 : 
- DG1000S, c'est la version standard avec 20 mètres d'envergure ;
- DG1000S 18/20, version qui peut voler en configuration 18 mètres ou 20 mètres ;
- DG1000S Club, avec seulement 18 mètres d'envergure, train d'atterrissage fixe et pas de ballasts ;
- DG1000T, 18 ou 20 mètres d'envergure avec un « Turbo ».
- DG1000M, version à décollage autonome.

En envergure de 18 mètres, il est certifié pour la voltige.
Une nouvelle version, le DG-1001 qui est une évolution du DG-1000 par l'ajout de :
- Train d'atterrissage à rentrée electrique
- Amélioration des commandes de vol
- Systeme d'aspiration Mandl qui améliore ou dégrade les performances

## Sources
- Le site web de la société DG-Flugzeugbau
- Encyclopédie des planeurs
- Cerfification EASA